# Glödis
Le Glödis est une montagne qui s’élève à 3 206 m d’altitude dans les Hohe Tauern, en Autriche.